# Batrachorhina albolateralis
Batrachorhina albolateralis är en skalbaggsart som först beskrevs av Waterhouse 1882.  Batrachorhina albolateralis ingår i släktet Batrachorhina och familjen långhorningar.
Artens utbredningsområde är Madagaskar. Inga underarter finns listade.